# Volksschule Latschau

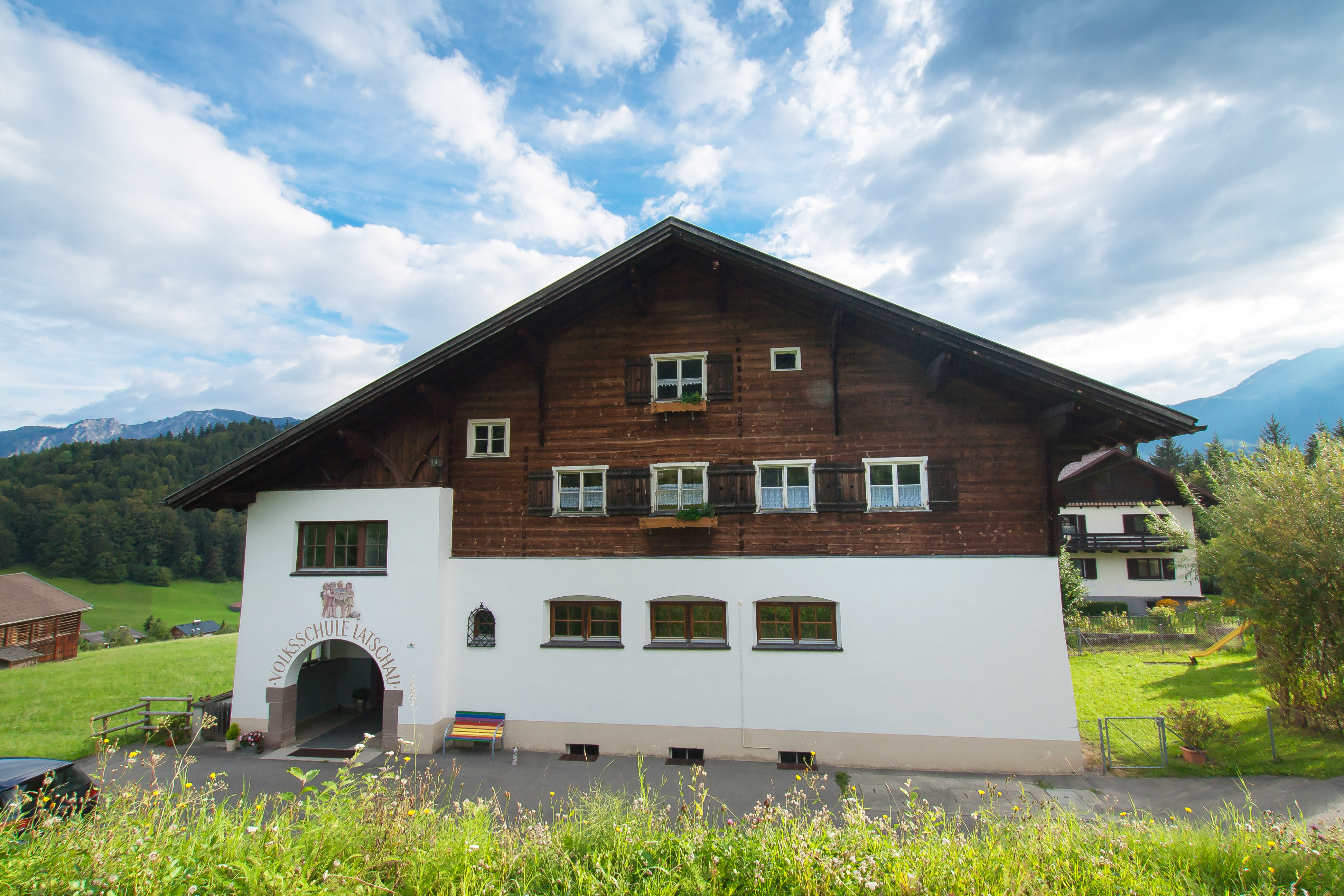
Die Volksschule in Latschau, 2016

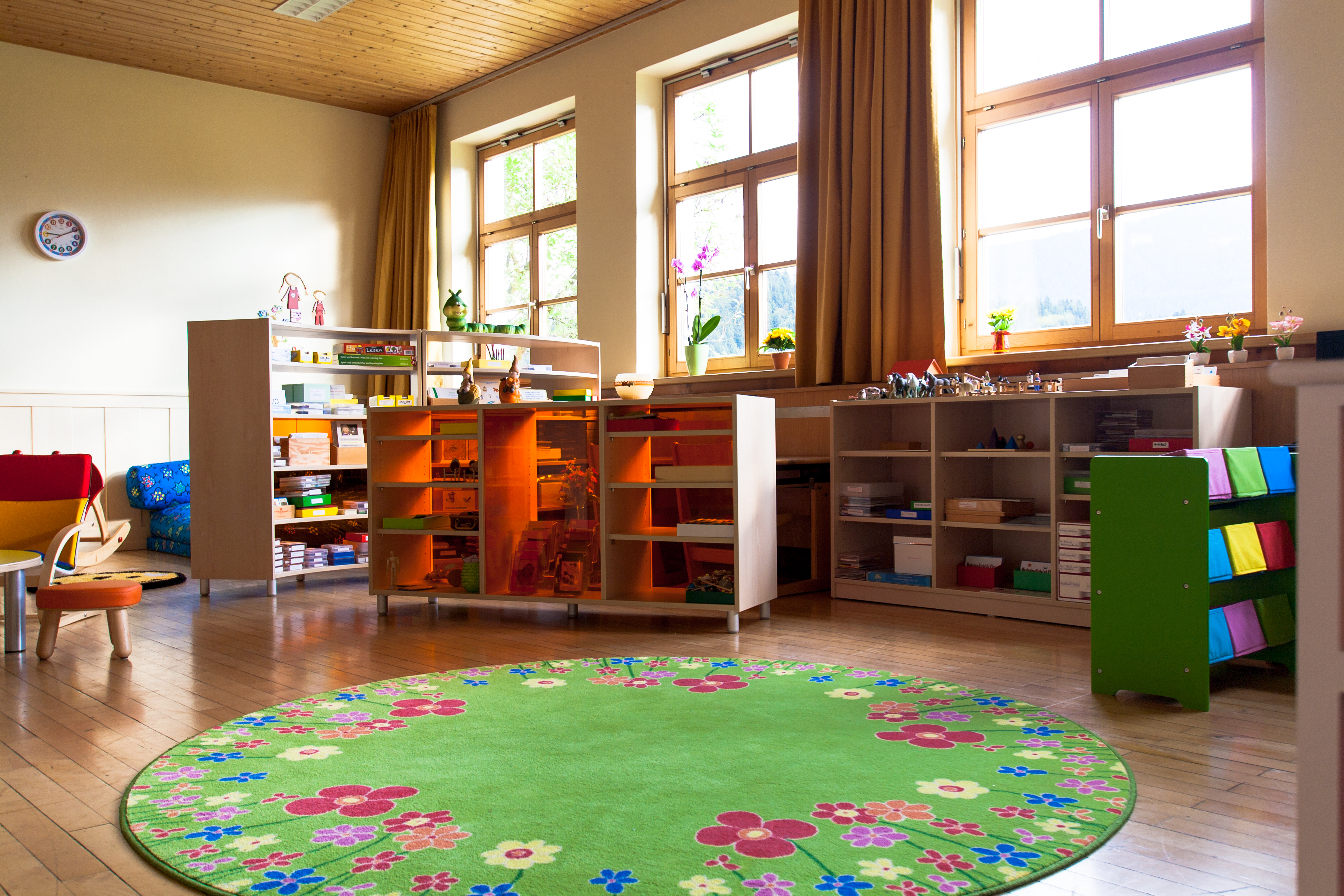
Die Volksschule in Latschau, Klassenraum, 2016

Die Volksschule Latschau steht im Ort Latschau in der Gemeinde Tschagguns im Montafon in Vorarlberg. Die Volksschule ist eine sprengelfreie öffentlich Schule mit den Schwerpunkten Reformpädagogik und Montessori.

## Geschichte
Die Schule entstand am Ende des 18. Jahrhunderts als eine kleine Volksschule mit zunächst nur einem Unterrichtsraum. Aus Platzmangel wurde ab 1945 Wechselunterricht gehalten und 1949 ein zusätzlicher Raum in einem Gasthaus angemietet und als Klassenzimmer eingerichtet. Zum Ende der 1940er Jahre setzte sich der Hofrat Arnold Durig, für einen Neubau ein, der 1948 vom Gemeinderat beschlossen wurde. Die Schule wurde „Hofrat Durig Schule“ genannt und noch heute erinnert daran der Straßenname. Den Bauplatz bekam die Gemeinde von den Vorarlberger Illwerken geschenkt.
Die Jahrgangsstufen 1 bis 8 wurden in zwei Klassenräumen unterrichtet. Es gab einen Werkraum, der später auch als Turnraum diente. Mit 64 Schülern war im Schuljahr 1968/69 der Höchststand erreicht. 1975 wurde auch ein Kindergarten in dem Schulhaus eingerichtet.
Stetig sinkende Schülerzahlen ließen eine Schließung wahrscheinlich werden. Eine Elterninitiative suchte zur selben Zeit nach Räumlichkeiten für ihr Vorhaben „Montessori im Montafon“. So wurde die Kleinschule fortan als Volksschule mit Schwerpunkt Reformpädagogik und Montessori weitergeführt.

## Programm
Die Volksschule Latschau unterrichtet ihre Schüler jahrgangsgemischt. Die Pädagogik der Kleinschule richtet sich nach den Ansätzen der Reformpädagogik und den Grundsätzen Maria Montessoris. Die Räumlichkeiten der Volksschule wurden 2016 neu adaptiert und bieten nun fünf Unterrichtsräume, welche den Kindern optimale Voraussetzungen für freies, individuelles Lernen ermöglichen. Die Kleinschule wird nicht nur von Kindern aus der Ortschaft Latschau besucht, sondern bietet auch Schülern aus dem gesamten Tal die Möglichkeit für einen Schulbesuch.
Eine Benotung der Schulleistungen findet erst ab der vierten Jahrgangsstufe statt.